# Aigles de la Médina
Actualités
Dernière mise à jour : 13 mai 2024.
Le club des Aigles de la Médina est un club sénégalais féminin de football basé à Médina.

## Histoire
Le club des Aigles de la Médina est affilié à la Fédération sénégalaise de football depuis 1999.
Dans les années 2000, le club remporte le Championnat du Sénégal à deux reprises (2003 et 2007) et la Coupe du Sénégal à trois reprises (2005, 2006 et 2009).
Lors de l'édition 2020-2021, les Aigles sont en tête du championnat avant de perdre face aux Amazones de Grand-Yoff lors de la dernière journée, et voient le Dakar SC s'emparer du titre à la différence de buts.
En 2023, alors que les meilleures joueuses des Aigles sont transférées vers des clubs concurrents, l'équipe peine à se maintenir en première division.
En 2024, emmené par un trio d’attaque Ndeye Awa Casset – Haby Baldé – Mbène Kane, l’équipe remporte à nouveau le championnat sept ans après son dernier titre. Elle se qualifie ainsi pour la première fois pour le tournoi qualificatif pour la Ligue des champions africaine,. Les Aigles de la Médina décrochent la première place dans un tournoi de l'UFOA-A très serré, et deviennent ainsi la première équipe sénégalaise à se qualifier pour la phase finale continentale de la Ligue des champions.
Les Aigles de la Médina conservent leur titre en championnat pour la première fois et décrochent une quatrième couronne, puis réalisent une seconde fois le doublé coupe-championnat.

## Palmarès
- Championnat du Sénégal (4) :
  - Champion : 2003, 2007, 2024 et 2025
  - Vice-champion : 2001, 2002, 2004, 2010, 2011, 2012, 2013 et 2021.
- Coupe du Sénégal (5) :
  - Vainqueur : 2005, 2006, 2009, 2024[12] et 2025.
- Tournoi de Dakar (0) :
  - Finaliste : 2021.
- Tournoi de l'UFOA-A (1) :
  - Vainqueur : 2024.